# Laphria dira
Laphria dira är en tvåvingeart som beskrevs av Walker 1855. Laphria dira ingår i släktet Laphria och familjen rovflugor. Inga underarter finns listade i Catalogue of Life.